# Catedral Basílica de St. Louis
A Catedral Basílica de St. Louis (em inglês, Cathedral Basilica of St. Louis) é um templo católico estadunidense, localizado na cidade de St. Louis, Missouri. A catedral é dedicada a São Luís de França, padroeiro da cidade. A pedra fundamental foi lançada em 1907 e todo o conjunto da obra foi concluído em 1914. O Papa João Paulo II a designou basílica em 1997.

## História
O planejamento para erguer uma nova catedral foi iniciado na década de 1870 e encabeçado pelos arcebispos Peter Richard Kenrick e John Joseph Kain, que criaram um fundo de arrecadação para financiar a construção. Em 1871, uma organização liderada pelos bispos da região foi formada com o intuito de divulgar os projetos da nova catedral. A primeira exigência foi de que o local teria de estar entre as ruas 22nd e 23rd, a oeste do local atual. Contudo, as obras só foram inciadas após a elevação do arcebispo John Joseph Glennon. 
A pedra fundamental foi finalmente lançada em 1 de maio de 1907 e em 1914 a obra já estava parcialmente concluída. Entretanto, a cerimônaia de dedicação só ocorreu em 29 de junho de 1926.

## Mosaicos

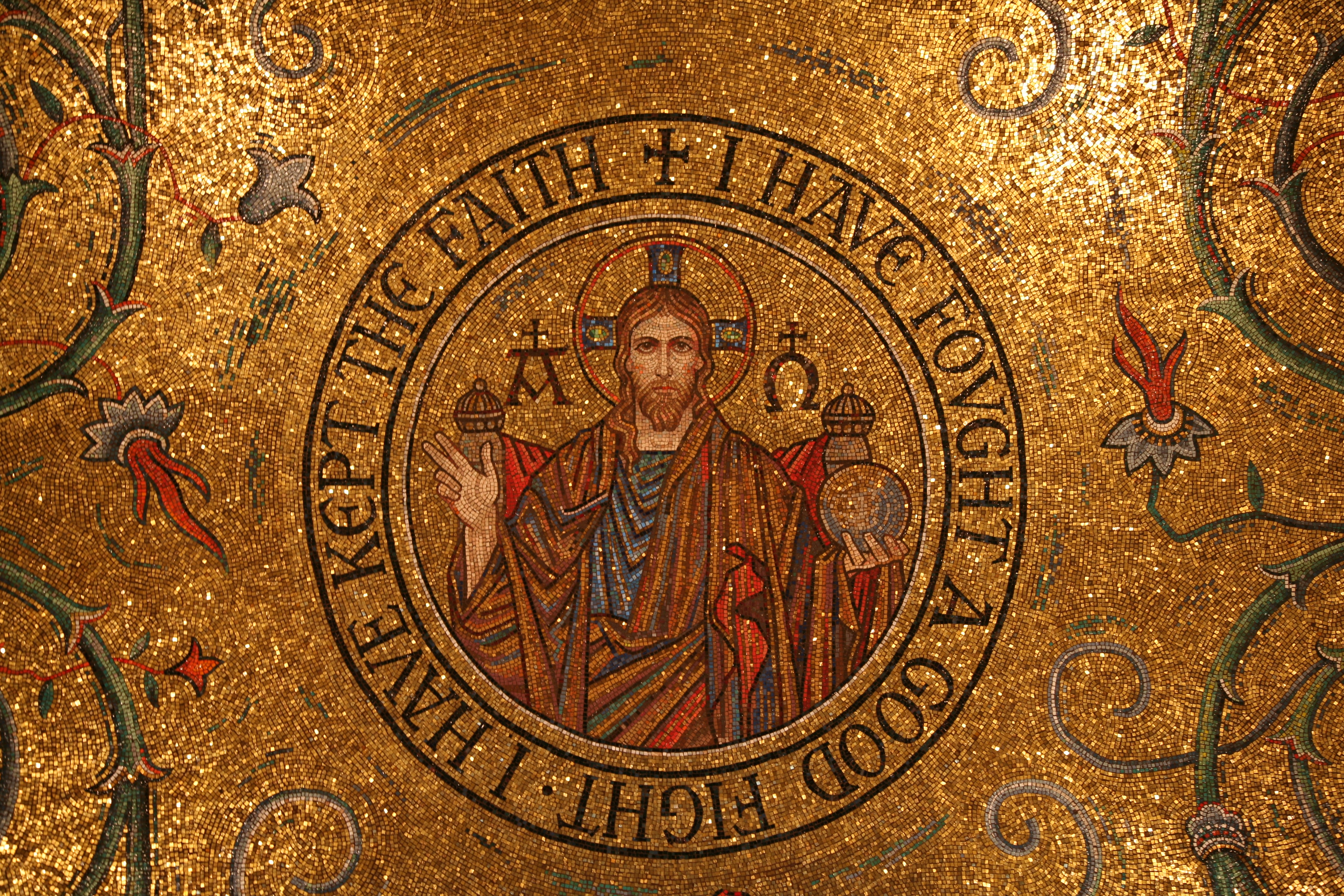
Mosaico na Catedral de São Luís.

Os mosaicos começaram a ser instalados em 1912 e só foram concluídos em 1988, contendo cerca de 41 milhões de fragmentos espalhados em mais de 7 mil cores diferentes. Os mosaicos cobrem uma área equivalente a 7.700 m², uma das maiores coleções de mosaicos do mundo.